# Hindasakatte, Davanagere
Hindasakatte là một làng thuộc tehsil Davanagere, huyện Davanagere, bang Karnataka, Ấn Độ.